# Erik Westin
Erik Westin, född 13 december 1845 i Hamrånge församling, Gävleborgs län, död där 13 maj 1913, var en svensk lantbrukare och riksdagspolitiker.
Westin var lantbrukare i Hamrånge. Han var även politiker och var ledamot av andra kammaren 1878–1883 och 1888–1890 för Ockelbo och Hamrånge samt Hille och Valbo tingslags valkrets (1882 namnändrad till Gästriklands östra tingslags valkrets).